# Dana Lixenberg
Dana Lixenberg (née en 1964 à Amsterdam) est une photographe et cinéaste néerlandaise. Elle vit et travaille à New York et Amsterdam.
En 2017, elle a remporté le prix Deutsche Börse pour sa publication Imperial Courts (Rome, 2015),.

## Publications
- (en) Imperial Courts 1993-2015, Roma Publications, 2015, 296 p. (ISBN 9789491843426)